# Parti Baas (faction dominée par les Syriens)
Ne doit pas être confondu avec Parti Baas syrien.

Drapeau du Parti Baas (faction dominée par les Syriens).

Le Parti Baas socialiste arabe (arabe : حزب البعث العربي الاشتراكي , romanisé :  Ḥizb al-Ba'th al-'Arabī al-Ishtirākī ; ba'th signifiant « résurrection »), la faction de Damas ou la faction dominée par la Syrie et ses partisans également appelés les partisans pro-syriens du parti Baas ou Assadistes, est l'une des deux principales factions du mouvement baasiste avec des branches présentes dans tout le monde arabe. Le parti est né d'une scission du parti Baas en février 1966 dont il forme l'aile gauche du baasisme. Le parti dirige le gouvernement en Syrie entre 1963 et 2024. De 1970 à 2000, le parti était dirigé par le président syrien Hafez el-Assad. À partir de 2000, le leadership était partagé entre son fils Bachar el-Assad (chef de l’Organisation régionale syrienne) et Abdullah al-Ahmar (chef de l’Organisation nationale arabe). La branche syrienne du parti est la plus grande organisation de cette faction.

## Branches par pays

### Irak
Le parti était parfois connu en Irak sous le nom de Baas de gauche ou Qutr Al-Iraq. Les membres éminents du parti en Irak comprennent Mahmud al-Shaykh Radhi, Fawzi Mutlaq al-Rawi et le Dr Mahmud Shamsa. Le parti s'est opposé au régime de Saddam Hussein et a été l'un des premiers groupes à être ciblé par lui. Le parti a perdu des centaines de ses cadres à cause de la répression exercée par son gouvernement. Radhi était basé en Syrie dans les années 1970.
Le parti a qualifié le gouvernement de Saddam de « fasciste ». Lorsque la guerre Iran-Irak a éclaté en 1980, le parti a participé à la formation du Front patriotique et démocratique irakien, aux côtés du Parti communiste irakien, de l'Union patriotique du Kurdistan et du Parti socialiste kurde. Le front a juré de renverser Saddam. (La Syrie a soutenu l’Iran dans la guerre Irak-Iran.)
Dans les années 1980, le parti a commencé à coopérer avec le Conseil suprême islamique irakien. Le parti a organisé la première conférence générale des groupes d'opposition irakiens à Damas en 1989. Il a également participé à une conférence des groupes d'opposition irakiens à Beyrouth en 1991 et à l'insurrection irakienne de 1991. Le parti était l'un des trois groupes principaux (avec le Parti communiste irakien et le Parti islamique Dawa) qui formaient la Coalition des forces nationales irakiennes. La Coalition était opposée à Saddam Hussein ainsi qu'à l'intervention militaire américaine. Durant la période précédant l'invasion de l'Irak en 2003, le parti a publiquement dénoncé l'implication des États-Unis dans l'organisation des dissidents irakiens en exil.
Après la chute de l'administration de Saddam, une confusion est apparue quant à savoir si la loi de débaasification s'appliquait également au parti. En 2008, Radhi a demandé que le parti soit autorisé à fonctionner en Irak et à se joindre au processus de réconciliation. En réponse, le gouvernement irakien a déclaré qu'il considérait Qotr al-Iraq comme distinct du Baas de Saddam parce que Qotr al-Iraq avait participé aux conférences d'opposition pendant les années Saddam. Depuis 2009, l'organisation régionale irakienne est toujours basée en Syrie.

### Jordanie
Le Parti progressiste arabe Baas a été légalement enregistré pour la première fois en 1993. La branche est petite et compte, selon un câble diplomatique divulgué, un « nombre infime d'adhérents ». Malgré sa petite taille, la branche parvient, grâce à son leader, Fouad Dabbour, à s'imposer dans les médias jordaniens. Les déclarations enflammées de Dabbour sur la politique étrangère sont fréquemment citées par la presse. Le parti est moins connu que son homologue pro-Saddam, le Parti Baas socialiste arabe. Il s'agit de la branche du parti Baas, dominé par les Assadistes, en Jordanie. On estime que le parti compte moins de 200 membres.

### Liban
Le Parti Baas socialiste arabe – Région du Liban a été créée en 1966, l'année de la scission du parti Baas. Pendant la guerre civile libanaise, le parti disposait d'une milice armée appelée le bataillon Assad. Le parti s'est associé au Parti socialiste progressiste de Kamal Joumblatt pour organiser le Mouvement national-démocratique, cherchant à abolir l'État confessionnel. Le parti a organisé la résistance contre les forces israéliennes au Liban. En juillet 1987, il participe à la formation du Front d'unification et de libération.
Lors des élections législatives de 2009, le parti a remporté deux sièges au sein de l'Alliance du 8-Mars. Les parlementaires du parti sont Assem Qanso et Qassem Hachem. Wael Nader al-Halqi , le Premier ministre syrien , a félicité les dirigeants de la branche régionale du Liban, déclarant qu'ils soutenaient les dirigeants syriens et restaient fidèles à Assad malgré l'occupation syrienne du Liban et en période de complots et d'attaques. Depuis 2018, le parti fait partie avec le Mouvement Amal du bloc parlementaire Développement et Libération. Depuis 2023, le chef du parti est Ali Hejazi. Aux élections législatives de 2022, le parti a remporté un siège.

### Mauritanie
Une branche pro-syrienne secrète a été créée en Mauritanie en 1981. Le parti a été fondé le 20 septembre 1994 par un mélange de nationalistes arabes et de membres d'une association secrète du parti Baas en Mauritanie . Le parti a remporté un siège aux élections du 19 novembre et du 3 décembre 2006. Lors des élections de 2013 , le parti a perdu son siège. Lors des dernières élections de 2018 , le parti n'a obtenu que 0,31 % des voix.
Depuis 2013, le parti est dirigé par Mahfouz Weld al-Azizi. Le parti a fortement soutenu le gouvernement syrien tout au long de la guerre civile syrienne.

### Palestine
La branche palestinienne du Baas pro-Damas s'appelle as-Saiqa. Le Palestinien Samir al-Attari était membre du Commandement national dans les années 1970. Jusqu'en 1970, as-Saiqa est resté sous le contrôle de Salah Jadid. Après le déclenchement de la guerre civile syrienne en 2011, as-Saiqa a pris les armes pour soutenir le gouvernement baasiste syrien, participant à de nombreuses opérations militaires telles que l'offensive du sud de Damas (avril-mai 2018).

### Soudan
Au cours des années 1980, le parti s'appelait Parti Baas socialiste arabe – Organisation du Soudan (ce qui le différencie du parti pro-irakien, appelé Parti Baas socialiste arabe – Pays du Soudan). Le parti a participé aux élections de 1986 au sein du Front national progressiste.
Le parti a tenu son troisième congrès régional à Khartoum les 5 et 6 février 2009. Le congrès a élu un Comité central de 23 membres, un commandement régional de 11 membres et un secrétaire régional (Altijani Mustafa Yassin). Le congrès a déclaré que le parti cherchait à coopérer avec le Parti du Congrès national dans le but de former un front national. Le parti s'est fermement opposé à l'indépendance du Soudan du Sud.

### Syrie
Le slogan du parti « Unité, liberté, socialisme » a été inscrit dans la Constitution de la République arabe syrienne. Le huitième article de la Constitution stipulait que « [l]e parti dirigeant de la société et de l'État est le… Parti Baas. Il dirige le Front national progressiste qui cherche à unifier les ressources des masses du pays. peuple et le mettre au service des objectifs de la nation arabe ». La Constitution a été adoptée en 1973. Conformément à la Constitution de la République arabe syrienne, c'est le commandement régional du parti qui nomme le candidat à la présidence de la république. La Constitution ne dit pas explicitement que le président doit être le chef du parti, mais la charte du Front national progressiste (FNP) stipule que le président de la République arabe syrienne est le secrétaire du parti et également le chef du parti et le président du FNP.
Le parti domine le parlement syrien depuis 1963 et dirige le pays entre cette date et le renversement du régime de Bachar el-Assad, le 8 décembre 2024.